# دارکوب خال‌سفید
دارکوب خال‌سفید (نام علمی: Veniliornis spilogaster) گونه‌ای از پرندگان در زیرتیرهٔ Picinae از خانواده دارکوبان Picidae است که در آرژانتین، برزیل، پاراگوئه و اروگوئه یافت می‌شود.
سامانه‌های آرایه‌شناختی موافق هستند که دارکوب خال‌سفید تک‌نماد است.